# Robert Iler
Robert Iler (New York, 2 maart 1985) is een Amerikaans acteur.
Iler is het meest bekend met zijn rol als A.J. Soprano in de televisieserie The Sopranos waar hij in 76 afleveringen speelde (1999-2007).

## Filmografie

### Films
- 2003 Daredevil – als plaaggeest
- 2000 Tadpole – als Charlie
- 1999 The Tic Code – als Denny

### Televisieseries
- 2009 Law & Order – als Chad Klein – 1 afl.
- 1999 – 2007 The Sopranos – als A.J. Soprano – 76 afl.
- 2004 The Dead Zone – als Derek Rankin – 1 afl.
- 2004 Law & Order: Special Victims Unit – als Troy Linsky – 1 afl.

### Computerspellen
- 2006 The Sopranos: Road to Respect – als A.J. Soprano